# L'Affaire Roman J.
Pour plus de détails, voir Fiche technique et Distribution.
L'Affaire Roman J. (Roman J. Israel, Esq.) est un film américain écrit et réalisé par Dan Gilroy, sorti en 2017.

## Synopsis
Un avocat révolutionnaire, Roman J. Israel, est confronté à la réalité de la justice qui l'entoure après la mort de son associé dans leur cabinet d’avocats.

## Fiche technique
- Titre original : Roman J. Israel, Esq.
- Titre provisoire : Inner City[2]
- Titre français : L'Affaire Roman J.
- Réalisation et scénario : Dan Gilroy
- Direction artistique : Kevin Kavanaugh
- Décors : Robert W. Joseph
- Costumes : Francine Jamison-Tanchuck
- Photographie : Robert Elswit
- Montage : John Gilroy
- Musique : James Newton Howard. On y entend également plusieurs extraits musicaux, notamment Peace Piece de Bill Evans[3]
- Production : Todd Black, Jennifer Fox et Denzel Washington
- Sociétés de production : Macro Media, Topic Studios, Cross Creek Pictures, Bron Creative, The Culture China/Image Nation Abu Dhabi Content Fund et Escape Artists
- Société de distribution : Columbia Pictures
- Pays d'origine :  États-Unis
- Langue originale : anglais
- Format : couleur - 35 mm
- Genre : drame judiciaire et historique
- Durée : 122 minutes
- Dates de sortie :
  - Canada : 10 septembre 2017 (Festival international du film de Toronto)
  - États-Unis : 17 novembre 2017
  - Québec : 22 novembre 2017[4]
  - France : 14 mars 2018

## Distribution
Source et légende : version québécoise (VQ) sur Doublage.qc.ca
- Denzel Washington (VF : Emmanuel Jacomy ; VQ : Jean-Luc Montminy) : Roman J. Israel
- Colin Farrell (VF : Boris Rehlinger ; VQ : Martin Watier) : George Pierce
- Carmen Ejogo (VF : Annie Milon ; VQ : Hélène Mondoux) : Maya Alston
- Amari Cheatom (VQ : Adrien Bletton) : Carter Johnson
- DeRon Horton (VF : Simon Koukissa-Barney ; VQ : Iannicko N'Doua) : Derrell Edelbee
- Amanda Warren (VF : Sophie Riffont ; VQ : Marie-Andrée Corneille) : Lynn Jackson
- Nazneen Contractor (VF : Ariane Aggiage) : Melina Massour
- Shelley Hennig : Olivia Reed
- Joseph David-Jones (VF : Nicolas Hardy) : Marcus Jones
- Andrew T. Lee : James Lee
- Tony Plana (VF : Richard Leroussel ; VQ : Manuel Tadros) : Jesse Halinas
- Brittany Ishibashi : Beth
- James Paxton : Henry
- Niles Fitch : Langston Bailey
- Annie Sertich (VF : Daria Levannier) : Kate Becker
- Elisa Perry (VF : Virginie Emane) : Florence Edelbee
- Mark Totty : Troy Collins
- Hugo Armstrong (VF : Fabien Jacquelin ; VQ : Marc-André Bélanger) : Fritz Molinar
- Sam Gilroy (VF : Stanislas Forlani ; VQ : Louis-Philippe Berthiaume) : Connor Novick
- Lynda Gravatt (VQ : Carole Chatel) : Vernita Wells

## Accueil

### Festival et sorties
L'Affaire Roman J. est sélectionné et projeté en avant-première mondiale au Festival international du film de Toronto, le 10 septembre 2017,. Il sort le 17 novembre 2017 aux États-Unis.

## Distinctions
Nominations
- Black Reel Awards 2018 : Meilleur acteur pour Denzel Washington
- Golden Globes 2018 : Meilleur acteur dans un film dramatique pour Denzel Washington
- NAACP Image Awards 2018 : Meilleur acteur pour Denzel Washington
- Oscars 2018 : Meilleur acteur pour Denzel Washington
- Screen Actors Guild Awards 2018 : Meilleur acteur pour Denzel Washington